# 벵에른알프 철도
벵에른알프 철도(독일어: Wengernalpbahn, Wengernalp Railway, 약:WAB)는 스위스 베른주 융프라우 지방의 등산 철도로 라우터브루넨 ~ 클라이네 샤이덱 ~ 그린델발트 사이를 연결하고 있다. 융프라우 철도 지주회사의 산하에 있어 클라이네 샤이덱~ 융프라우요흐 사이를 운행하는 융프라우 철도 등과 함께 '융프라우 탑 오브 유럽'(Jungfrau Top of Europe)을 관광 마케팅 브랜드명으로 하고 있다.

## 개요

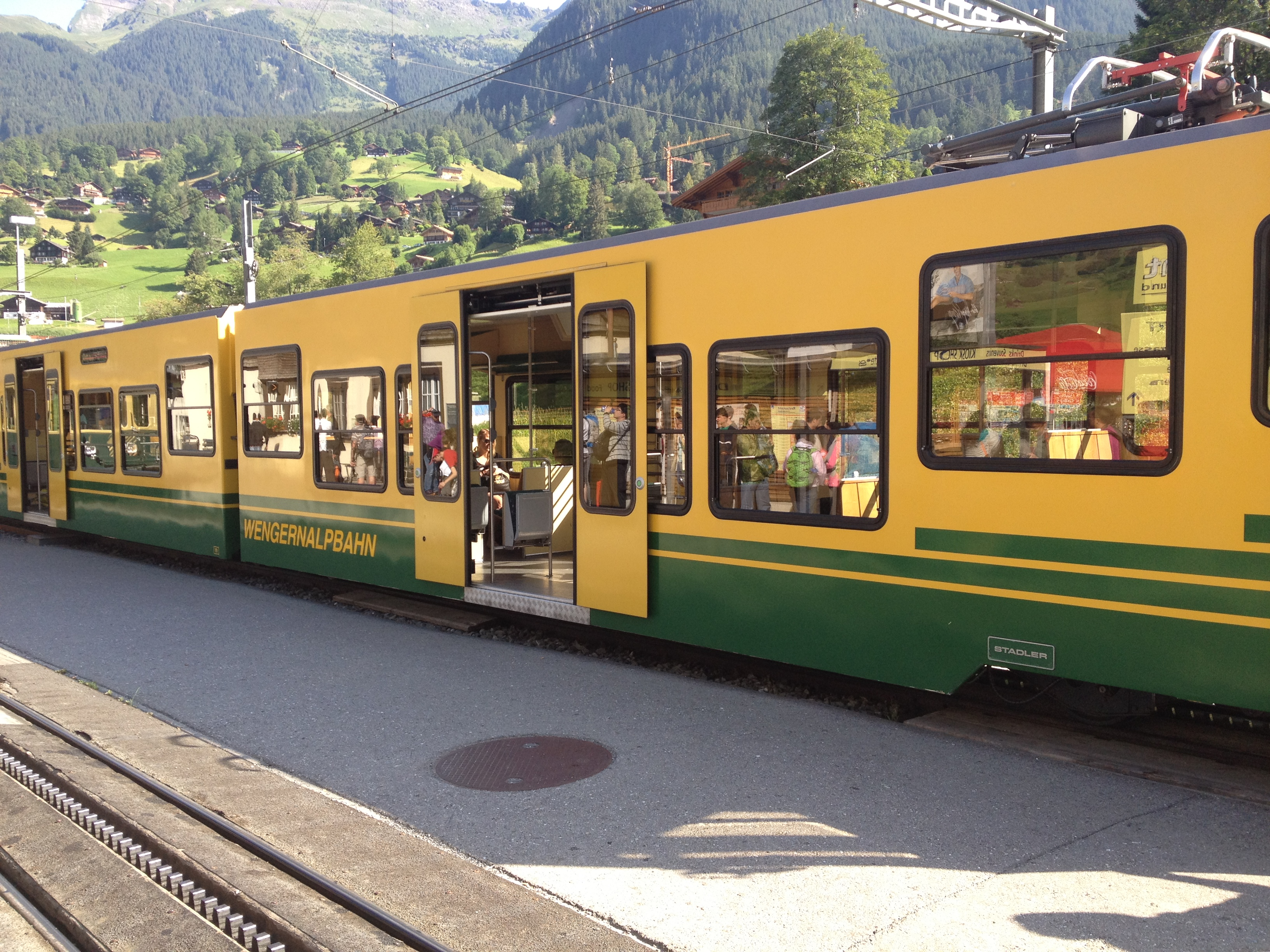
그린델발트 그룬트 역에 정차 중인 차량

벵에른알프 철도 노선의 총연장은 약 19km이다. 궤간은 800mm의 랙식 철도로 등산 철도로서 세계에서 가장 긴 노선을 보유하고 있다. 라우터브루넨과 그린델발트 사이의 이동은 클라이네 샤이덱역에서 환승이 필요하며, 승객의 대부분은 클라이네 샤이덱에서 융프라우 철도로 갈아타고 융프라우요흐를 목적지로 달린다.
철도의 건설은 1891년에 시작되었고, 최초의 증기기관차가 이듬 해 4월에 벵엔까지, 8월에 클라이네 샤이덱까지 개통되었다. 이어 1893년에 라우터부른넨~클라이네 샤이덱~그린델발트 사이의 노선이 개통했다. 벵에른알프 철도는 연간 운행을 하며, 여름과 겨울의 하이 시즌에는 30분~1시간의 간격으로 운행하고 있다.

## 운행 역
벵에른알프 철도는 다음 역을 운행한다:
- 라우터브루넨 (Lauterbrunnen)
- 벵발트 (Wengwald)
- 벵엔 (Wengen)
- 알멘트 (Allmend)
- 벵에른알프 (Wengernalp)
- 클라이네 샤이덱 (Kleine Scheidegg)
- 알피글렌 (Alpiglen)
- 브란덱 (Brandegg)
- 그린델발트 그룬트 (Grindelwald Grund)
- 그린델발트 (Grindelwald)

### 운행시간표
그린델발트와 클라이네 샤이덱 구간은 10월 말부터 12월 중순까지를 제외하고 매일 아침과 오후에 30분 간격으로 열차가 운행된다. 소요 시간은 상행 33분, 하행 39분이 소요된다.
라우터브루넨과 벵엔 간에는 초저녁까지 1년 내내 30분 간격으로 열차가 운행되며, 이후 시간당 운행된다. 아침과 오후에는 클라이네 샤이덱에 도착하며, 10월 말부터 12월 중순까지는 예외로 한다. 소요 시간은 상행 43분, 하행 50분이다.
2011년 12월 이전에는 2시간 간격으로 5대의 열차가 불규칙하게 운행되었다. 소요 시간은 44분에서 51분 사이, 54분에서 60분 사이였다. 벵엔과 알멘트 사이의 새로운 루프가 건설됨에 따라 각 방향의 열차 수는 매 2시간 동안 5개에서 4개로 줄었지만 출발 및 이동 시간은 표준화되었다.
12월과 3월 사이에 그린델발트와 알피글렌 사이의 일부 저녁에는 추가 열차가 운행되어 승객들을 투광 조명을 밝힌 아이거 런(Eiger Run) 썰매 코스로 실어 나른다.

## 차량
- 증기기관차 - H2/3 1-8형 - H2/3 9-14형 - H2/3 31-32형
- 전기기관차 - He2/2 51-65형 - He2/2 31-32형
- 전철 - BDhe4/4 101-118형 - BDhe4/4 119-124형 - BDhe4/8 131-134형 - Bhe4/8 141-144형

| No. | Class  | 제조사           | 완공일 |
| --- | ------ | ---------------- | ------ |
| 31  | He 2/2 | 스태들러/SLM/BBC | 1995   |
| 32  | He 2/2 | Stadler/SLM/BBC  | 1995   |
| 51  | He 2/2 | SLM/Alioth       | 1909   |
| 52  | He 2/2 | SLM/Alioth       | 1909   |
| 53  | He 2/2 | SLM/Alioth       | 1909   |
| 54  | He 2/2 | SLM/Alioth       | 1909   |
| 64  | He 2/2 | SLM/BBC          | 1926   |
| 65  | He 2/2 | SLM/MFO          | 1929   |

## 같이 보기
- 융프라우 철도